# Inning am Ammersee
Pour les articles homonymes, voir Inning.
Inning am Ammersee est une commune de Bavière (Allemagne), située dans l'arrondissement de Starnberg, dans le district de Haute-Bavière.